# Diospilus subulatus
Diospilus subulatus är en stekelart som beskrevs av Sergey A. Belokobylskij 1998. Diospilus subulatus ingår i släktet Diospilus och familjen bracksteklar. Inga underarter finns listade i Catalogue of Life.